# Chocolaterie

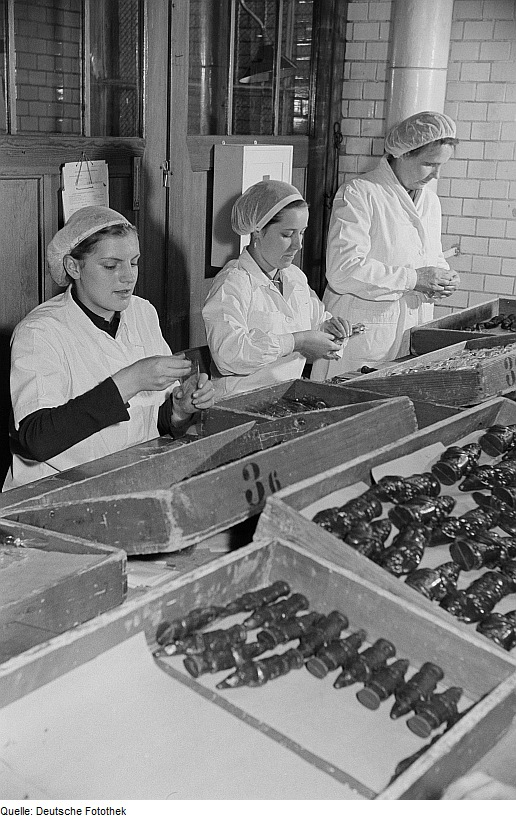
Trois femmes emballent des pères Noël en chocolat dans une chocolaterie en Allemagne, dans les années 1950.

Une chocolaterie désigne, depuis le XIXe siècle, une fabrique de chocolats. Le terme est aussi plus récemment employé pour désigner un magasin spécialisé dans la vente de chocolats.

## La fabrique de chocolats

### Histoire

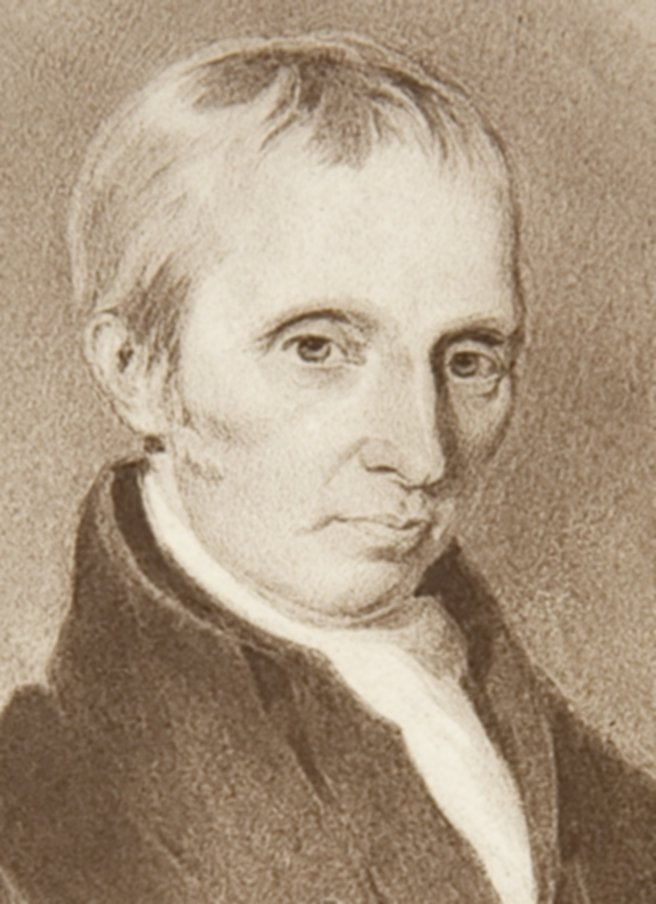
Joseph Fry (J.S.Fry & Sons) ouvre une manufacture de pâte de chocolat à Bristol en 1780, dont les produits sont d'abord destinés aux drogueries et pharmacies.

Bien que le chocolat soit travaillé et commercialisé à des fins médicinales dès 1780 (J.S.Fry & Sons), l'industrie chocolatière ne se développe véritablement qu'à partir du début du XIXe siècle. Les premières fabriques de chocolat apparaissent alors en Europe, notamment en Suisse (Cailler, Suchard et Kohler entre 1819 et 1830), aux Pays-Bas (Van Houten vers 1820) et en Angleterre (Cadbury, au début des années 1820,, confectionne le premier chocolat noir à croquer). Ces fabriques font évoluer la pâte de cacao médicinale vers les premiers gâteaux et bonbons de chocolat de plus en plus populaires.

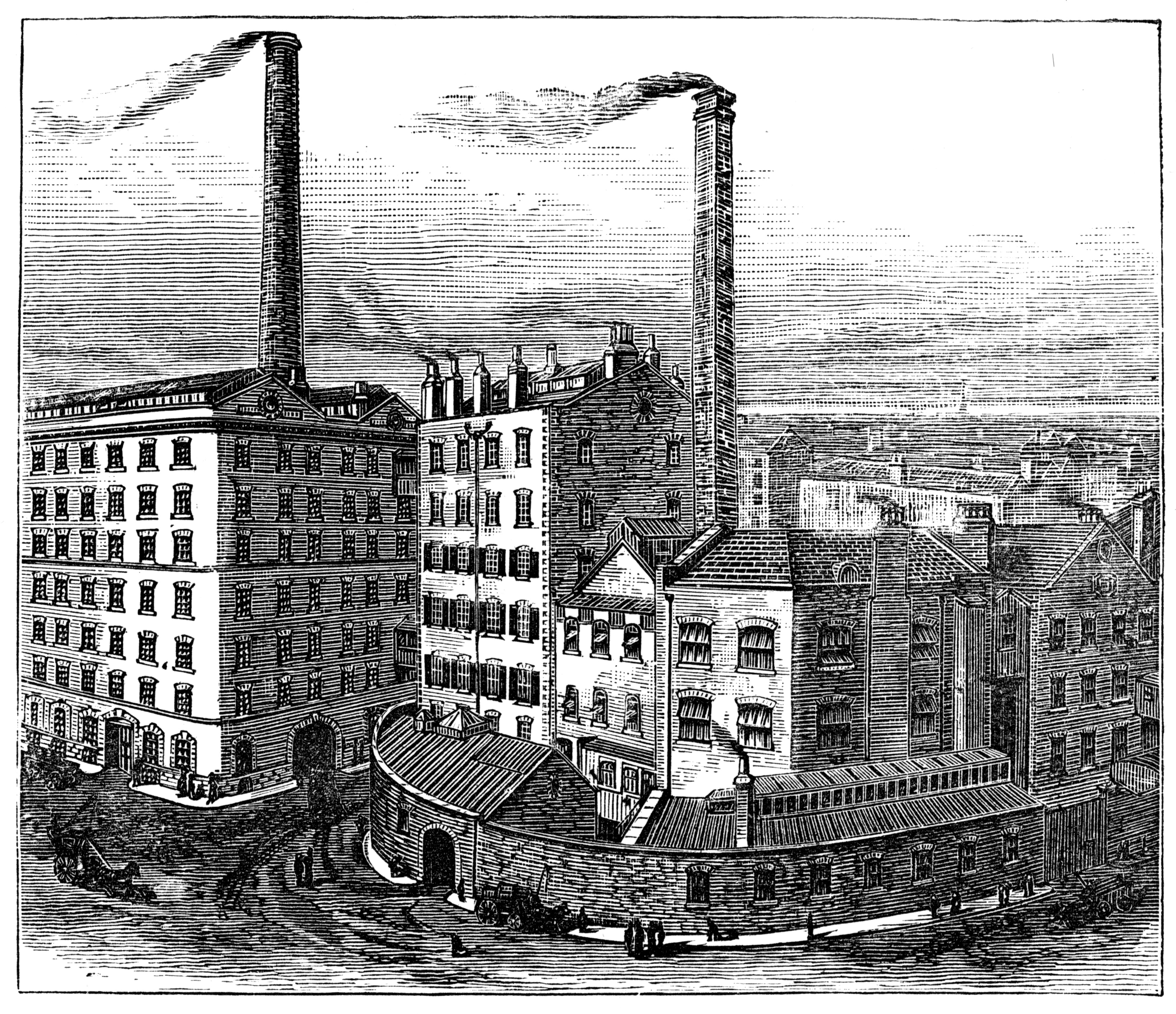
Fabrique Fry & Sons à Bristol vers 1882, gravure issue du livre Bristol Past and Present de J. F. Nicholls et John Taylor.

Le concept de la tablette de chocolat (à six barres semi-cylindriques) est inventé en France par Menier en 1836. Les Anglais Fry & Sons utilisent un procédé semblable à partir de 1847 en utilisant un mélange de sucre, de beurre de cacao et de chocolat en poudre (inventé par le hollandais Van Houten) qu'ils versent dans des moules pour présenter un chocolat en plaque à partager. Le produit final est présenté au public lors d'une exposition à Birmingham en 1849 et la maison Fry & Sons devient l'une des principales chocolateries d'Angleterre dans les années 1860. Vers 1870, la famille Menier, de son côté, achète des terres au Nicaragua (l'un des principaux pays cultivateurs de cacao), ainsi que des navires permettant le transport des fèves de cacao vers leur usine moderne de production de chocolat, construite depuis peu à Noisiel en Seine-et-Marne. L’aménagement du site, avec la construction de plusieurs nouveaux bâtiments (dressage, magasins des cacaos, emballage, expédition, etc.), suit un parcours logique de fabrication industrialisée du chocolat : chaque bâtiment est agencé en fonction de l’étape de fabrication qui le nécessite. La chocolaterie de Noisiel devient la plus importante du pays et est consacrée « Première chocolaterie du monde » lors de l’exposition universelle de Chicago en 1873. Fry & Sons, qui emploient 1 500 salariés vers 1880, acquièrent à leur tour le titre de première chocolaterie du monde, avant de fusionner, en 1919, avec Cadbury.
En 1879 en Suisse, Peter, créateur du premier chocolat au lait à base de lait en poudre, s'associe avec l'inventeur du lait concentré, Henri Nestlé, pour fonder la firme Nestlé. Pendant ce temps, Lindt met au point le conchage, un procédé d'affinage permettant de fabriquer des chocolats plus fondants. Le chocolat blanc est produit pour la première fois en Suisse dans les années 1930 par Nestlé, en utilisant les surplus de beurre de cacao.

### Principales fabriques historiques

#### En Angleterre
Cadbury (1824)
John Cadbury, épicier, fonde sa chocolaterie en 1824 à Birmingham. Il achète un dépôt en 1831 pour installer son usine et commercialise seize sortes de boissons au chocolat différentes. En 1847, l'usine s'agrandit et se développe dans le centre de Birmingham. Cadbury fait également construire une cité ouvrière, la cité de Bournville, disposant notamment de son église et de son école. En 1905, après le départ à la retraite de John Cadbury, son fils George ouvre une usine importante à six kilomètres au sud de Bournville et crée un chocolat en barre. En 1919, Cadbury s'associe avec J. S. Fry & Sons. Le groupe est racheté par Kraft Foods en 2010.

#### En Belgique

Carte postale représentant la fabrique Callebaut d'origine.

Callebaut (1911)
La chocolaterie Callebaut a été fondée par Octaaf Callebaut en 1911, à Wieze. Entre 1911 et 1918 est créé le Finest Belgian Chocolate, qui a fait la renommée de l'entreprise. La famille invente ses premiers chocolats de couverture autour de 1920, en période d'entre-deux guerres, pour faire face au manque d'ingrédients. Callebaut exporte ses produits à partir des années 1960 et la maniabilité de son chocolat contribue à la renommée du chocolat belge. En 1996, la chocolaterie fusionne avec le français Cacao Barry. Le groupe Barry Callebaut est depuis considéré comme la « plus grande chocolaterie du monde » avec 900 tonnes de production journalière.

#### En France
Cemoi (1814)
Il s’agit de l’une des toutes premières fabriques de chocolat en France. Elle est créée par Louis Parès à Arles-sur-Tech, dans les Pyrénées-Orientales.
Cémoi Chocolatier, actuellement à Perpignan, a réalisé un chiffre d'affaires de 395 millions d'euros avec 702 salariés en 2018.

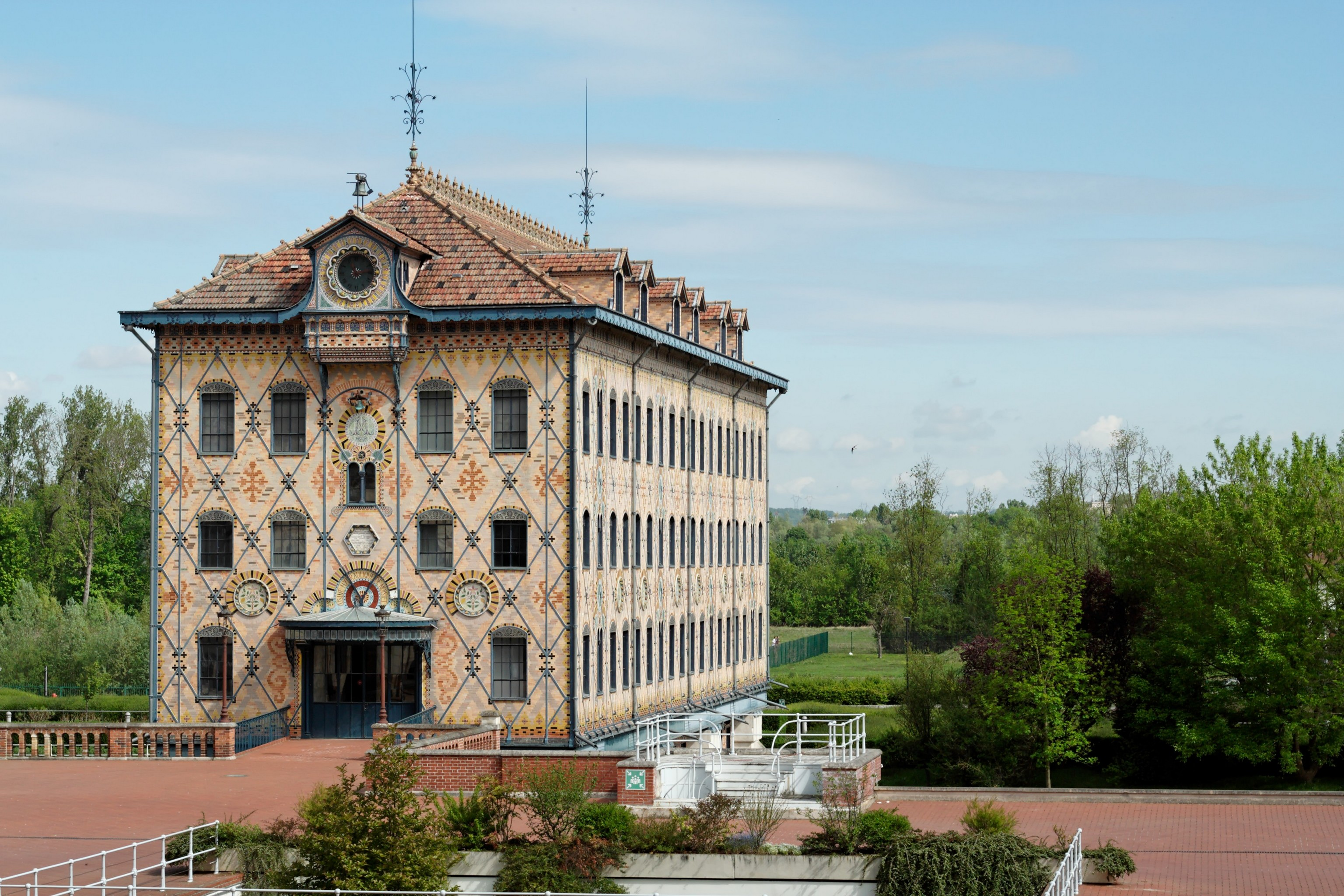
Chocolaterie Menier à Noisiel (Moulin Saulnier).

Menier (1816)
Antoine Brutus Menier fonde en 1816 l’entreprise Menier. Celle-ci, installée à l’origine dans le quartier du Marais à Paris, commence par produire et vendre des produits pharmaceutiques. La fabrique est créée quatre-vingt sept ans après la chocolaterie Pailhasson, la plus ancienne maison de chocolat de France,. L'histoire de l'entreprise Menier est intimement liée à l'histoire de la ville de Noisiel, en Seine-et-Marne, où elle s'est installée à partir de 1825. En 1867, Émile-Justin Menier, le fils d'Antoine, décide de recentrer l'usine sur la fabrication de chocolat. C’est aussi le moment de l’essor de la production et des effectifs de l’entreprise, qui passent de 50 ouvriers en 1856 à plus de 320 en 1867, puis à plus de 2 000 en 1874. L'usine fait construire de nombreux bâtiments, ainsi qu'une cité ouvrière, à l'image de leur concurrent anglais Cadbury. En 1893, la chocolaterie est consacrée plus grande entreprise de production de chocolat au monde. Noisiel doit son industrialisation à l'installation de la chocolaterie, où travaille alors une grande partie de la population de la commune. Jusqu'à la Seconde Guerre mondiale, un Noisélien sur trois y travaille. La chocolaterie ne parvient cependant pas à faire face à la concurrence après la guerre, et la famille liquide l’entreprise en 1959. Nestlé-France en devient propriétaire en 1988 et y installe son siège social en 1996.
Poulain (1848)
D'abord confiseur à Paris, Victor-Auguste Poulain y découvre le procédé de fabrication du chocolat vers l'âge de 14 ans. Il s'installe à Blois en tant que confiseur, puis fonde la chocolaterie Poulain dans la même ville en 1848. La première usine est construite en 1862. Albert Poulain, le fils de Victor-Auguste, fait construire un nouveau bâtiment en 1884, l'atelier sud (détruit en 1995), qui sera destiné aux activités de fabrication du chocolat, tandis que l'atelier nord déjà existant sera consacré au conditionnement. La fabrique s’étendait sur 4 hectares quand elle a fermé en 1992, à la suite de son transfert en périphérie.
Lanvin (1921)
Les Lanvin sont au tournant du XXe siècle une famille de fabricants de sucre du Nord de la France. Afin de fuir la concurrence, trop forte dans cette région, Auguste Lanvin prend la décision de délocaliser son usine en 1912 à Brazey-en-Plaine, près de Dijon. La « Sucrerie bourguignonne » nouvellement créée, la famille achète en 1921, une petite chocolaterie située à Dijon, rue Chabot Charny. Elle devient la « Sucrerie Bourguignonne et Chocolaterie Lanvin S.A. ». La chocolaterie se développe par la suite et prend de l'envergure en 1930 et créait en 1934 ce qui deviendra l'emblème de la marque : l'Escargot de Lanvin. Les années 1950 marquent l'essor industriel de la marque et en 1970, Lanvin tourne une publicité qui marquera les esprits : elle met en scène Salvador Dalí qu s'exclame : « Je suis fou... du chocolat Lanvin ! ». Cette époque marque l'apogée de la marque : elle détient 6 à 8 % du marché français du chocolat, et près de 20 % au moment de Noël. Aujourd'hui, la marque commerciale de chocolat Lanvin appartient à la société Helvétique Nestlé,. L'usine est toujours basée à Dijon, dans la zone industrielle Cap Nord, sous le nom de « Chocolaterie de Bourgogne ».

#### En Suisse

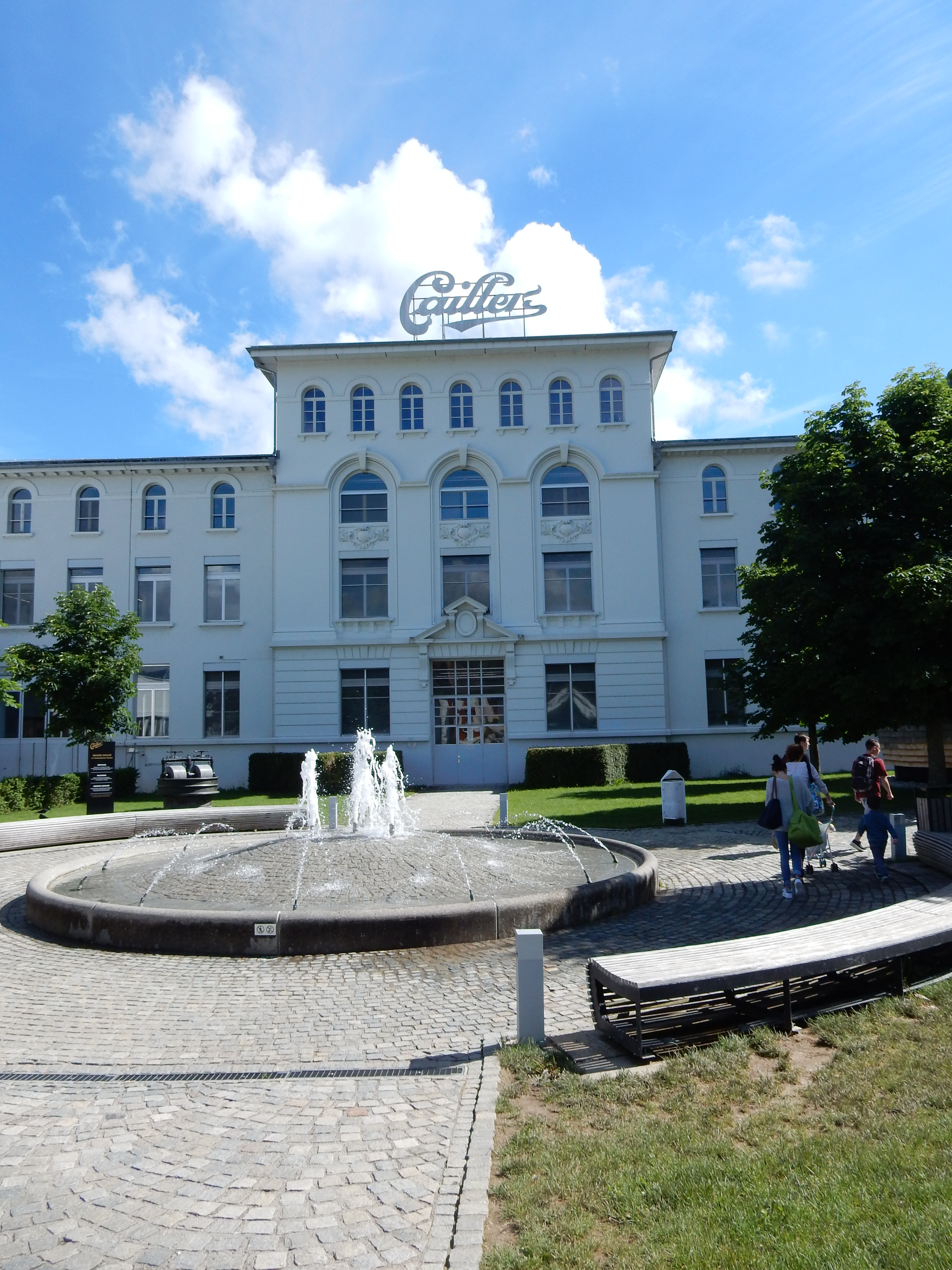
Chocolaterie Cailler à Broc.

Cailler (1819)
En 1819, François-Louis Cailler, un épicier, fonde à Vevey la chocolaterie Cailler. En 1920, il acquiert ses connaissances de la production de chocolat lors d’un voyage en Italie et loue des bâtiments pour y fabriquer du chocolat à grande échelle. Dans les années 1820, il fabrique du chocolat de manière industrielle dans le moulin Chenaux Ziegler à Corsier-sur-Vevey grâce à la force hydraulique. La chocolaterie devient la première fabrique moderne de chocolat de Suisse, et la première à automatiser sa fabrication. À partir de 1867, l'un des gendres de Cailler, Daniel Peter, fabrique du chocolat sous le nom Peter-Cailler et invente le chocolat au lait en 1875. Alexandre-Louis Cailler, petit-fils de Cailler, agrandit la chocolaterie en 1899, dans la région de Broc tandis que Daniel Peter et Charles-Amédée Kohler deviennent partenaires en 1904, créant la Société générale de chocolats. Peter & Kohler réunis. Peter et Kohler s’associent à l’entreprise Cailler en 1911 afin de faire connaître au monde entier « la qualité du chocolat suisse ». La chocolaterie devient Peter, Cailler, Kohler Chocolats Suisses S.A. avant de fusionner à Vevey avec le groupe Nestlé en 1929 pour se nommer Chocolats Peter, Cailler, Kohler, Nestlé.

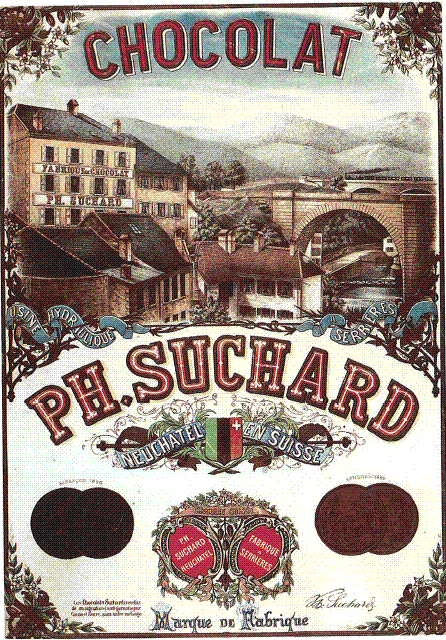
Ancienne affiche publicitaire de la chocolaterie Suchard, datant de 1862.

Suchard (1826)
La chocolaterie Suchard est fondée en 1826 à Neuchâtel par le confiseur Philippe Suchard. L'année suivante, ce dernier met au point une nouvelle machine permettant un meilleur mélange du sucre avec la poudre de cacao. Sa fille Eugénie et son gendre Carl Russ reprennent l'usine en 1884, qui compte alors 200 employés,. La chocolaterie produit du chocolat au lait sous le nom de Milka à partir de 1901. Elle appartient désormais au groupe Mondelez (Kraft Foods) et la production a été transférée à l’usine Toblerone de Berne.
Lindt (1879)
La chocolaterie Lindt est fondée en 1879 à Berne par Rudolf Lindt, fils de pharmacien. Il s’installe à l'époque dans une usine vétuste où il tente de mettre au point la recette de son chocolat idéal, plus fin. Il y serait parvenu en oubliant, un soir, d'éteindre les mélangeuses. En 1899, Lindt s'associe ensuite à Johann Rudolf Sprüngli-Schifferli, propriétaire de la chocolaterie de Kilchberg, au bord du lac de Zurich. En 1905, Rodolphe Lindt prend sa retraite et la société de Berne est liquidée en 1928. Kilchberg devient par conséquent le siège de Lindt & Sprüngli. À la fin de la Seconde Guerre mondiale, la chocolaterie doit remplacer les installations obsolètes qui ont été mises à rude épreuve pendant les périodes de crise, et agrandir les locaux pour faire face à l'explosion de la demande. Le groupe dispose aujourd'hui de ses propres sites de production en Suisse, en Allemagne, en France, en Italie, aux États-Unis et en Autriche.

### Circuit de fabrication

#### Tri et stérilisation des fèves importées

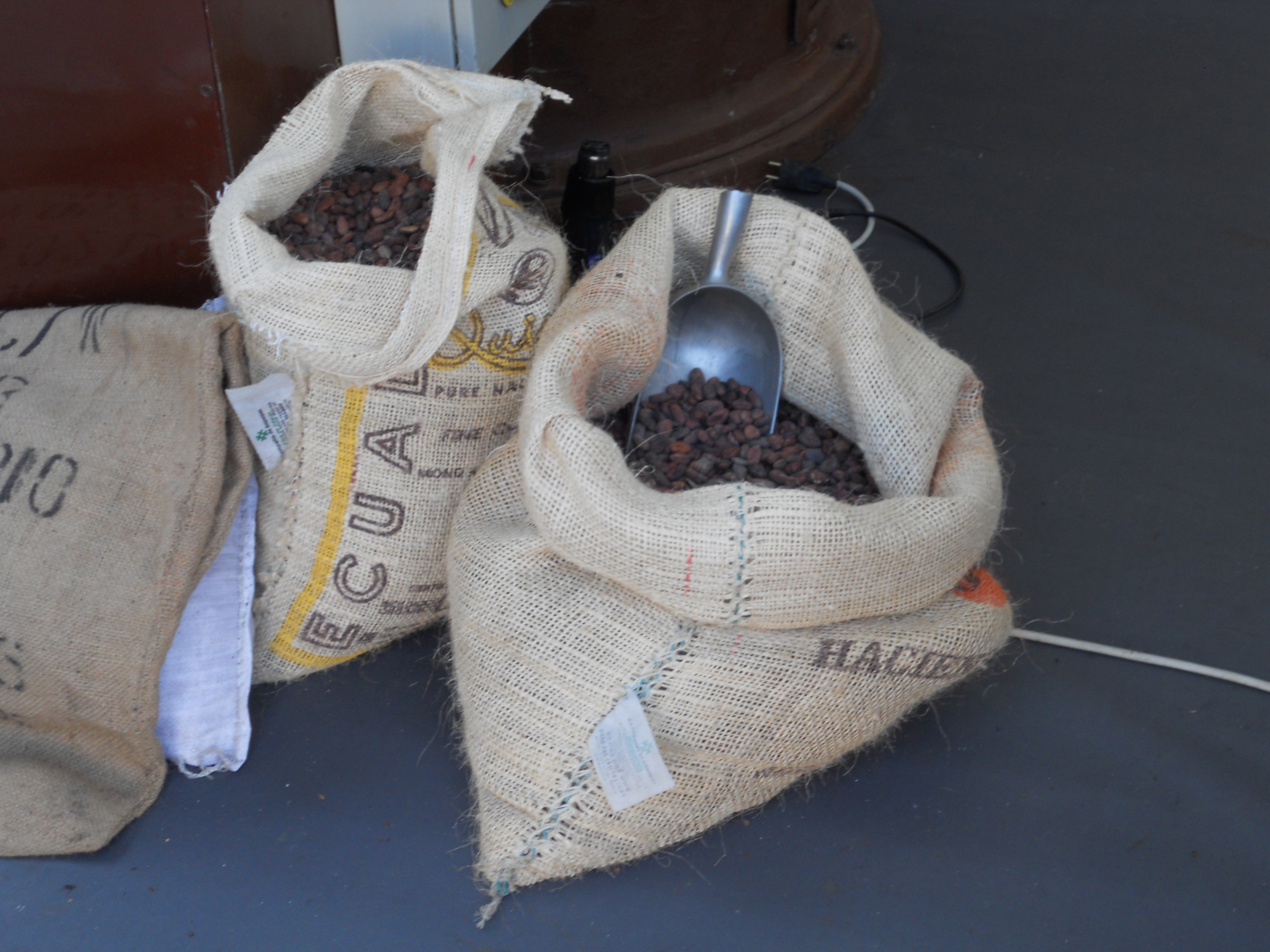
Les fèves de cacao séchées sont transportées du pays cultivateur vers la chocolaterie dans des sacs en toile de jute.

Les fèves de cacao sont transportées des pays cultivateurs jusqu'à chaque chocolaterie et conditionnées dans des sacs de 65 kg en toile de jute, ce qui permet à l'air de circuler. Comme les fèves ont généralement été séchées en extérieur sur les lieux de récoltes, elles peuvent avoir été mélangées à des éléments non comestibles et/ou pouvant altérer le goût du chocolat, tels qu'insectes, moisissures, cailloux, brindilles, voire quelquefois des morceaux de verre ou de métal. Pour cette raison, un tri physique est effectué afin de garantir l'état sanitaire des fèves à leur arrivée : une inspection visuelle et manuelle (chez les petits artisans), un passage des fèves aux tamis, ou une séparation magnétique permettant d'attirer tout élément métallique. Certains chocolatiers suppriment également les fèves cassées, trouées, plates, ou de couleur inhabituelle. Les fèves sont ensuite stérilisées en étant passées à la vapeur à haute pression, qui détruit les bactéries.

#### Torréfaction
La torréfaction des fèves entre 120 et 140 °C pendant 15 à 30 minutes a plusieurs nécessités :
- détruire les micro-organismes,
- faciliter la séparation de l'enveloppe de la fève, qui se décolle avec la chaleur,
- développer les arômes : les sucres et les acides aminés des fèves sont réduits.

Peu de torréfacteurs sont conçus pour les fèves de cacao. La torréfaction s'effectue donc dans un four traditionnel pour beaucoup de petits artisans. Ces fours sont parfois munis de tambours rotatifs pour effectuer une torréfaction régulière. Pour les grandes quantités de fèves, les chocolatiers utilisent des torréfacteurs à café modifiés.

#### Concassage
Les fèves de cacao sont grossièrement concassées afin de les décortiquer et leur retirer ce qu'il reste de leur enveloppe non comestible. Le concassage se produit lorsque les fèves passent entre des rouleaux métalliques, qui les brisent en éclats. Les enveloppes, très légères, sont séparées des éclats plus lourds par un système d'aspiration d'air (pompe à vide) qui les attirent vers un récipient indépendant en sortie de machine. Les éclats de fèves de cacao ayant développé leurs arômes sont prêts à être transformés en chocolat, tandis que les déchets d'enveloppes broyées, biodégradables, sont revendus par certaines chocolateries pour servir de paillis au jardinage.

#### Broyage et affinage

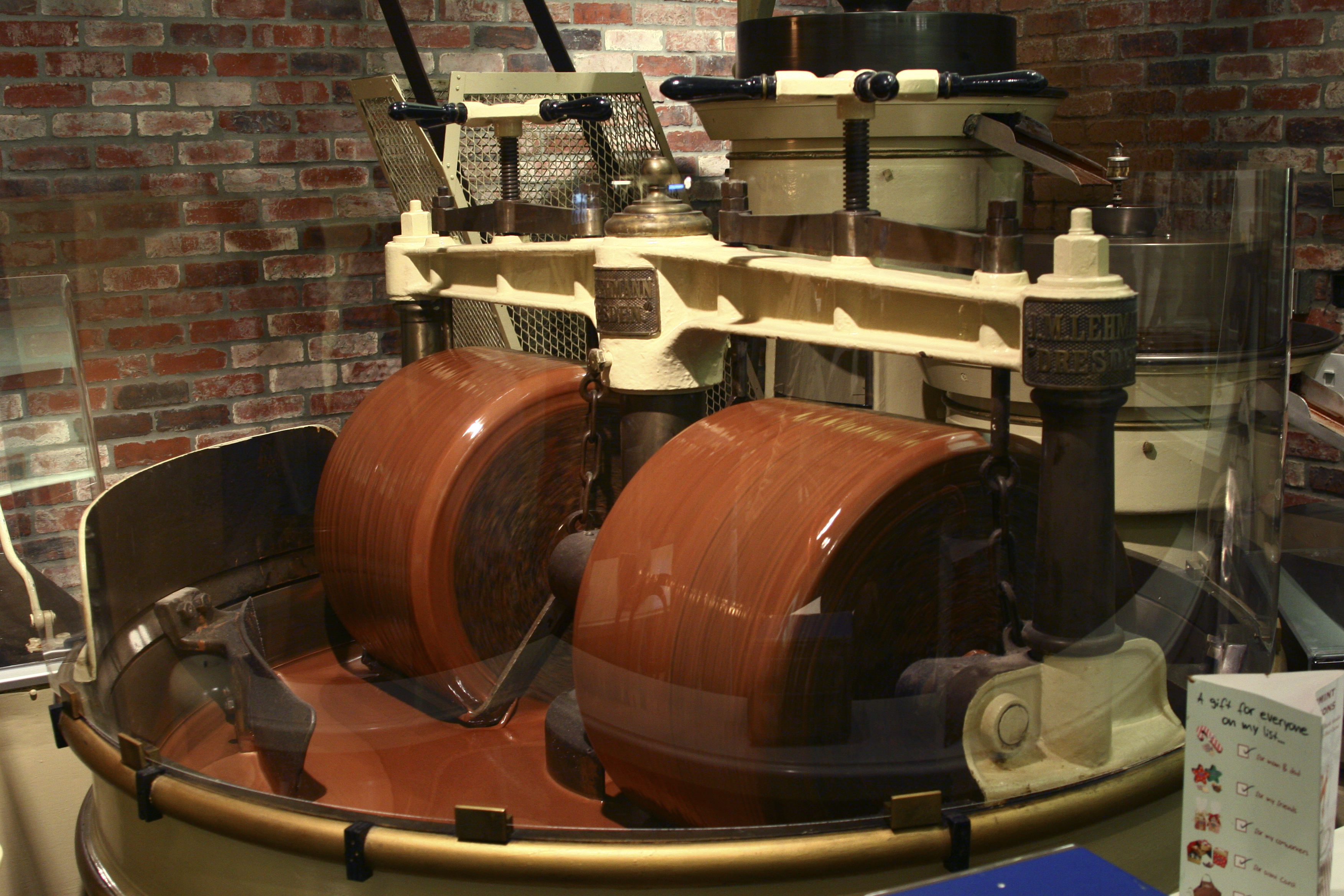
Un broyeur-affineur.

Les éclats de fèves de cacao sont versés dans un broyeur-affineur. À l'intérieur de cet appareil, deux meules en granit tournent en sens contraires sur une base également en granit, en écrasant continuellement la texture. Cela va moudre finement et faire fondre les éclats de fèves jusqu'à les transformer en une masse fluide, appelée « pâte de cacao ». Ce cacao liquide et amer doit avoir une texture soyeuse et fluide. À la fin de cette étape, les particules obtenues ne doivent pas dépasser 30 microns, c'est-à-dire 0,03 mm. Autrement dit, plus aucun grain ne doit être senti sur le palais de la bouche. Les grandes chocolateries peuvent également utiliser un affineur à rouleaux : les fèves sont passées à travers une série de grands rouleaux métalliques qui les affinent progressivement.
De nombreux chocolatiers ajoutent systématiquement dans le broyeur du beurre de cacao, afin d'assouplir la pâte et la rendre facile à travailler. Au stade de l’affinage, ils ajoutent également du sucre et d'autres ingrédients comme du lait en poudre ou des arômes, selon le type de chocolat souhaité et les proportions moyennes suivantes :
| Type             | Gammes                                    | Fèves de cacao | Sucre   | Beurre de cacao | Lait en poudre           | Arômes |
| ---------------- | ----------------------------------------- | -------------- | ------- | --------------- | ------------------------ | ------ |
| Chocolat noir    | Noir classique                            | 70 %           | 30 %    |                 |                          |        |
| Chocolat noir    | Noir aromatisé                            | 65 %           | 30 %    |                 |                          | 5 %    |
| Chocolat au lait | Lait classique                            | 25–35 %        | 25–35 % |                 | 25–35 %                  |        |
| Chocolat au lait | Lait corsé                                | 50–70 %        | 20–25 % |                 | 20–25 %                  |        |
| Chocolat au lait | Lait aromatisé                            | 30 %           | 35 %    |                 | 30 %                     | 5 %    |
| Chocolat au lait | Lait « végan »                            | 50–70 %        | 20–25 % |                 | 20–25 % (laits végétaux) |        |
| Chocolat blanc   | Blanc classique                           |                | 35–45 % | 35 %            | 20–30 %                  |        |
| Chocolat blanc   | Blanc caramélisé (chauffé plus longtemps) |                | 30–40 % | 40 %            | 20–30 %                  |        |
| Chocolat blanc   | Blanc aromatisé                           |                | 30–35 % | 30–35 %         | 30 %                     | 5–10 % |

#### Conchage
Le conchage consiste à chauffer et mélanger continuellement le chocolat et ses ingrédients supplémentaires à 80 °C pendant généralement douze à soixante-douze heures, afin de développer son goût. Le chocolatier utilise pour cela le broyeur-affineur (pour de petites quantités), ou bien une machine dédiée, la conche.
La chaleur et le mouvement en continu contribuent à réduire l'astringence et l'amertume du chocolat. L'humidité résiduelle s'évapore et les particules de cacao s'enrobent alors de beurre de cacao, ce qui améliore la texture du chocolat en le rendant plus fondant. Plus le chocolat est conché longtemps, plus son goût est intense.

#### Tempérage

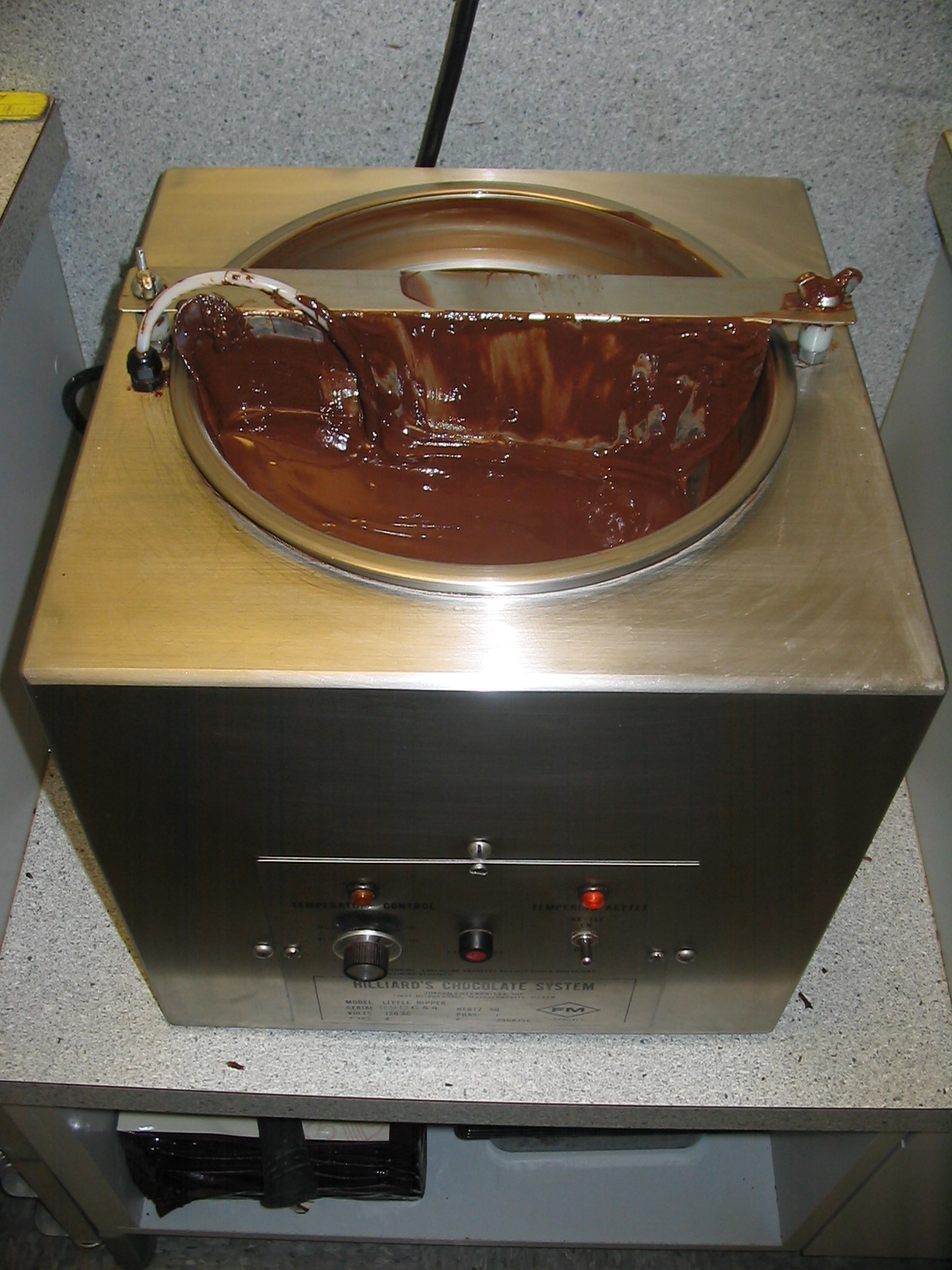
Tempéreuse à bol rotatif : le chocolat est monté à température par un élément chauffant puis refroidi par un ventilateur.

Pour donner un aspect brillant et du croquant au chocolat commercialisé, celui-ci doit être tempéré en subissant plusieurs variations de températures en un temps assez court, ceci afin de modifier la structure « cristalline » du chocolat. Il doit ainsi chauffer et refroidir à trois températures précises, selon le type de chocolat concerné (noir, au lait ou blanc).
|                 | Caractéristiques du chocolat                               |
| Forme 1 (17 °C) | Mou                                                        |
| Forme 2 (23 °C) | Mou, consistance friable                                   |
| Forme 3 (25 °C) | Ferme, peu croquant, fondant à trop basse température      |
| Forme 4 (27 °C) | Ferme, croquant, fondant à trop basse température          |
| Forme 5 (34 °C) | Brillant, croquant, fondant sous la température corporelle |
| Forme 6 (36 °C) | Dur, fondant trop lentement                                |

Il existe six formes cristallines dans le beurre de cacao, répertoriées ci-contre. Au cours de la première étape du tempérage (hausse de température), la forme cristalline du chocolat est détruite. La seconde étape (refroidissement) reforme cette cristallisation et la troisième (seconde hausse) détruit les quatre premières formes cristallines, permettant d'obtenir les bonnes propriétés du chocolat : brillance, croquant et fonte sous température corporelle.
Les petites chocolateries (artisans) effectuent le tempérage à la main en travaillant le chocolat sur un marbre avec une spatule. Pour les plus importantes productions, une tempéreuse (à bol rotatif ou en continu) est souvent nécessaire. La tempéreuse en continu va faire circuler le chocolat (à l'aide d'une pompe à vis) à travers plusieurs éléments pré-réglés avec précision (chauffants ou réfrigérants), avant de libérer le chocolat tempéré par une tête verseuse. Le chocolat est prêt à être moulé.

#### Moulage
| |  |  |
| À gauche, un assemblage de chocolats moulés. À droite, un moule ancien pour la confection de sujets en forme de poule. |  |  |

Dès qu'il est tempéré, le chocolat peut être moulé en tablettes ou en sujets pour une consommation plus pratique et attractive. Les artisans chocolatiers font souvent fabriquer leurs propres moules pour que ceux-ci fassent figurer leur signature.
Le chocolat tempéré est versé dans les moules choisis. Lors de cette étape, des bulles d'air peuvent gâcher l'aspect extérieur. Les moules sont donc posés sur une plaque vibrante (« tapoteuse ») ou simplement tapotés manuellement pour chasser les bulles. Pour des chocolats fourrés, les moules sont retournés pour vider l'excédent de chocolat, tandis que celui-ci reste fixé uniquement sur les parois du moule. Le moule est ensuite mis à refroidir pour durcir le chocolat. Une garniture peut être insérée à l'intérieur (praliné, ganache, pâte d'amande, etc.), et recouverte de chocolat tempéré, qui sera une nouvelle fois mis à refroidir.
Le chocolatier a possibilité d'assembler deux moitiés moulées, fourrées ou creuses. Pour cela, il passe rapidement une moitié sur une plaque chauffée pour faire fondre la bordure, puis il l'assemble avec la seconde moitié. En refroidissant, la zone qui a été fondue va rendre les deux parties solidaires. Lorsque le chocolat a durci et refroidi, il est prêt à être emballé pour la vente.

#### Conditionnement

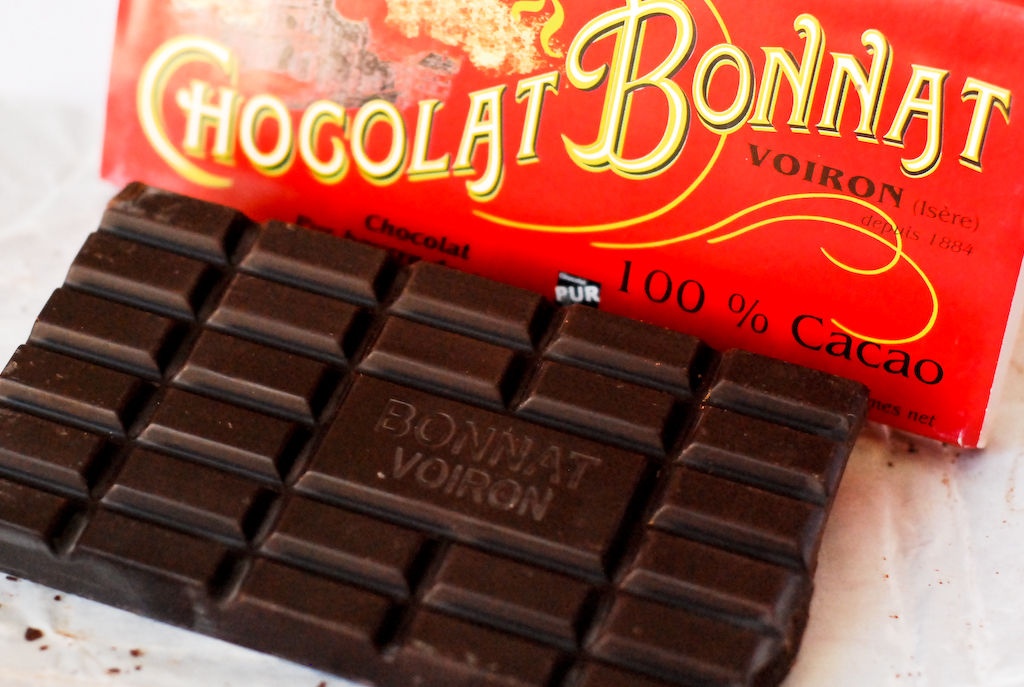
Tablette de chocolat noir portant la signature de son fabricant, accompagnée de son emballage.

Beaucoup de chocolateries conditionnent leurs tablettes de chocolat dans du papier aluminium — qui les protège des variations de températures — additionné d'un étui cartonné portant la marque de la fabrique. Les plus grandes chocolateries se servent de lignes de conditionnement qui enveloppement individuellement les tablettes. Ce travail est fait manuellement chez les petits artisans.
Les designers jouent un rôle important dans la présentation et la mercatique du chocolat, puisque l'emballage des tablettes contribue massivement à l'achat d'impulsion.

## La boutique de chocolats

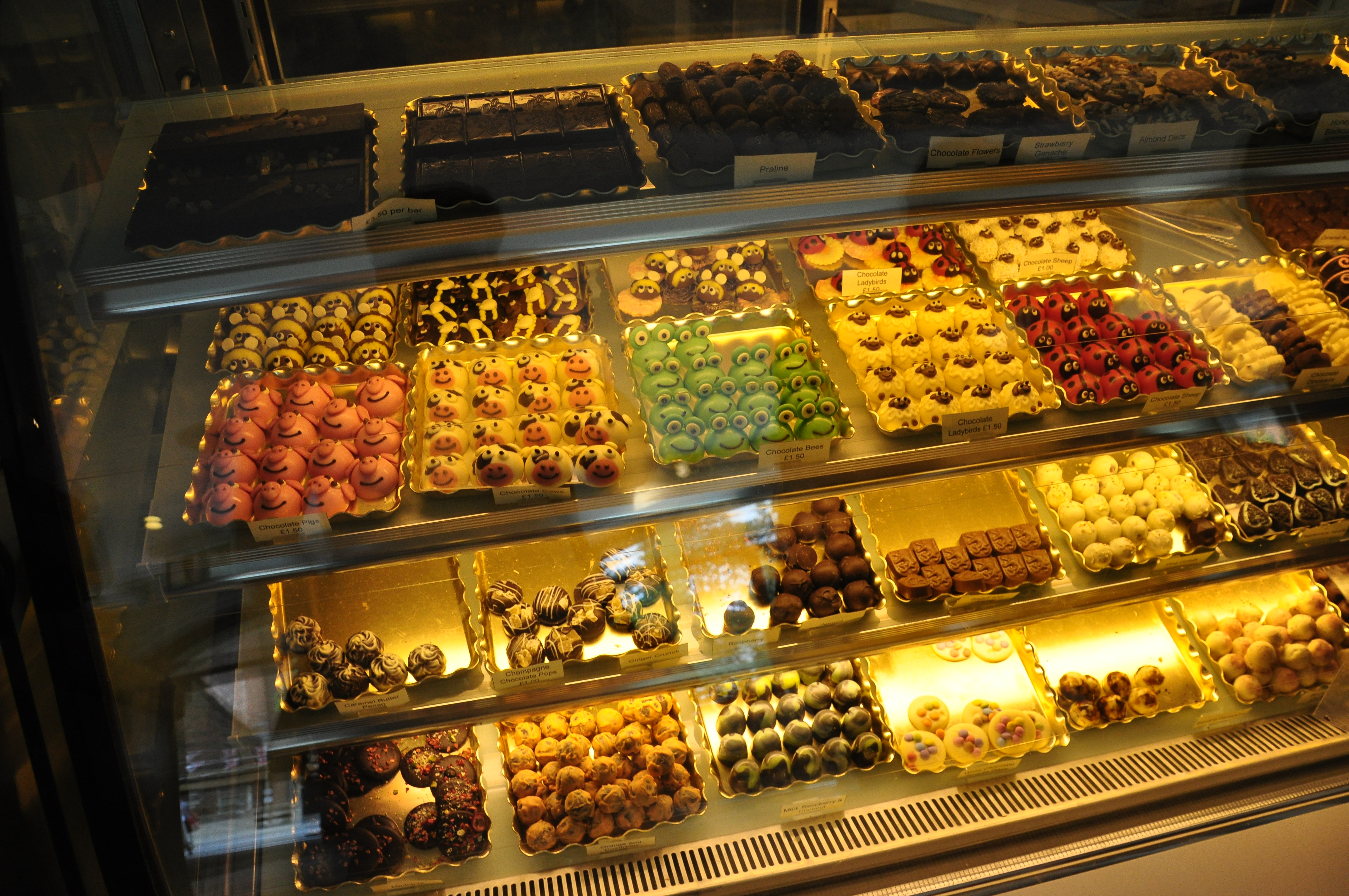
Vente de chocolats sous différentes formes et couleurs.

Les groupes comme Menier, Lindt ou Côte d'Or vendent leurs productions à différents revendeurs ou gros distributeurs, mais ne disposent pas nécessairement de magasins en leur nom propre. En parallèle, il existe des chaines de magasins spécialisés dans la vente de chocolats (communément nommées « chocolateries »), mais qui le plus souvent ne fabriquent pas directement leurs chocolats sur place (Réauté Chocolat, Monbana, Jeff de Bruges, Leonidas, Le chocolat des Français, etc.).
Certaines boulangeries sont également, à plus petite échelle, spécialisées dans le domaine de la chocolaterie, mais le choix y est plus limité. Cependant, la plupart de la production de chocolat est assurée par des usines[réf. nécessaire].

## La chocolaterie dans la fiction

### Dans la littérature
Charlie et la Chocolaterie
Charlie et la Chocolaterie est un roman pour enfants écrit par Roald Dahl et publié en 1964. Il raconte les aventures du jeune Charlie Bucket dans la prestigieuse chocolaterie de l'excentrique Willy Wonka. Après avoir trouvé l'un des cinq tickets d'or dissimulés parmi les emballages des tablettes de chocolat Wonka, cinq enfants — dont Charlie — gagnent le droit de visiter la chocolaterie.
Chocolat
Chocolat est un roman écrit par Joanne Harris et publié en 1999. Il raconte l'installation de Vianne Rocher et de sa fille Anouk dans un petit village du Sud-Ouest de la France, profondément ancré dans les traditions. Elles rénovent une petite boutique pour ouvrir une chocolaterie artisanale.

### Au cinéma

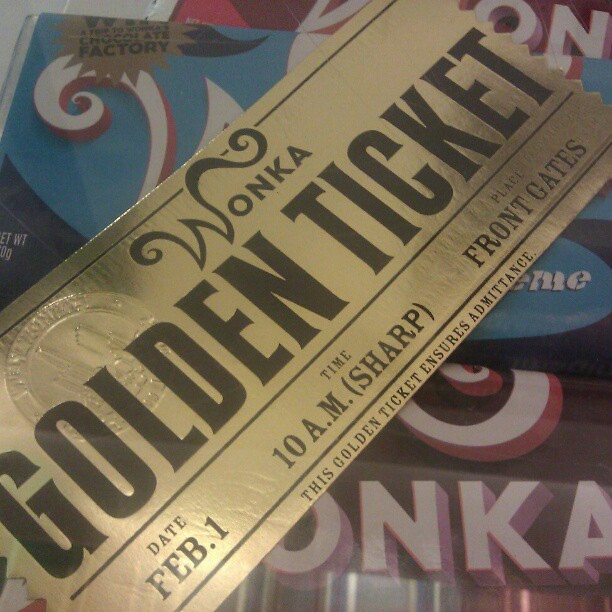
Un ticket d'or de tablette Wonka, issu du film Charlie et la Chocolaterie de Tim Burton.

- 1971 : Charlie et la Chocolaterie de Mel Stuart, avec Gene Wilder et Peter Ostrum, adapté du roman éponyme de Roald Dahl,
- 2000 : Le Chocolat de Lasse Hallström, avec Juliette Binoche et Johnny Depp, adapté du roman Chocolat de Joanne Harris,
- 2005 : Charlie et la Chocolaterie de Tim Burton, avec Johnny Depp et Freddie Highmore, adapté du roman éponyme de Roald Dahl,
- 2010 : Les Émotifs anonymes de Jean-Pierre Améris, avec Isabelle Carré et Benoît Poelvoorde. Le film met en scène deux personnages extrêmement timides animés d'une passion commune pour la fabrication des chocolats.